# Zoe Díaz
Zoe Díaz, född den 5 juni 2006, är en argentinsk landhockeyspelare.

## Karriär
Zoe Díaz ingick i det argentinska lag som tog brons i landhockey vid OS 2024.